# Consiglio internazionale del cinema, della televisione della comunicazione audiovisiva
Il Consiglio Internazionale del Cinema, della Televisione e della Comunicazione Audiovisiva (CICT) è un'organizzazione internazionale non governativa partner ufficiale dell'UNESCO che si occupa delle questioni riguardanti il cinema, la televisione e i nuovi media. Il CICT esiste da oltre 50 anni come organizzazione internazionale non governativa indipendente in collaborazione ufficiale con l'UNESCO ed è una delle ONG con sede presso la sede dell'UNESCO a Parigi.

## Storia
Sotto la presidenza del professor Paul Rivet, nel 1995 l'UNESCO organizzò una serie di consultazioni per la continuazione del lavoro dell'Istituto Internazionale per la cinematografia educativa, precedentemente affiliato alla Società delle Nazioni.
In occasione della Conferenza Generale dell'UNESCO, riunita a Nuova Delhi nel 1956, fu approvato il progetto per la creazione di un Istituto Internazionale di Cinema e Televisione, presentato dal professor Mario Verdone, Capo della Delegazione italiana. Lo studio è affidato a Jean Benoit-Levy, cineasta, direttore onorario del Cinema delle Nazioni Unite, coadiuvato da un collegio di dodici esperti internazionali.
La Carta Costitutiva del CICT è stata firmata il 23 ottobre 1958. Le più importanti federazioni e associazioni che operano nel campo dell'audiovisivo e dei media diventano soci fondatori del CICT.
Nel 1980, di fronte all'emergere delle nuove tecnologie, il professor Enrico Fulchignoni, direttore della Creazione artistica e letteraria dell'UNESCO e Presidente del CICT, decide di aggiungere la comunicazione audiovisiva alle missioni del Consiglio.
Dalla creazione del CICT i seguenti presidenti si sono succeduti: John Maddison (AICS), Jean d'Arcy (RTF-ONU), Raymond Ravar (CILECT), Mario Verdone (CIDALC), Fred Orain, Enrico Fulchignoni (UNESCO), Gérard Bolla (UNESCO), Christopher Roads (British Library), Jean Rouch (CIFES), Daniel Van Espen (Signis), Pierpaolo Saporito (OCCAM), Jean-Michel Arnold (Camera) e Hisanori Isomura (NHK), H.E. Inoussa Ousseini.
Attualmente il CICT è presieduto da un Presidente ad interim, Pierpaolo Saporito.

## Partner ufficiale dell'UNESCO
Il CICT è un'organizzazione che riunisce, a livello internazionale, i professionisti dell'audiovisivo compresi i nuovi media.
Delle 327 ONG in relazione con l'UNESCO, 86 intrattengono rapporti formali e 22 di loro sono associate all'UNESCO. Tra tutte queste ONG, la CICT è una delle 10 i cui uffici si trovano presso la sede dell'UNESCO a Parigi.
Gli obbiettivi del CICT sono, a livello internazionale:
- stimolare la creazione e promuovere la produzione e la distribuzione di opere audiovisive di qualità;
- consigliare organizzazioni internazionali e Stati sull'attuazione delle politiche artistiche, educative e industriali;
- creare sinergia tra creatori, professionisti e gestori dei media, sviluppando la collaborazione tra i suoi membri, in particolare al servizio dei grandi orientamenti dell'UNESCO;
- fornire un forum in cui i diversi attori dell'audiovisivo, in particolare i giovani, possano esprimere i loro punti di vista e suggerimenti ad un pubblico internazionale;
- incoraggiare la formazione e la ricerca in tutti i settori dell'audiovisivo, compresa l'educazione ai media, offrire uno spazio di riflessione sull'evoluzione delle tecnologie al servizio della creazione, dell'educazione, della cultura e dello sviluppo;
- contribuire agli sforzi volti a sviluppare la comunicazione, in particolare nel settore della libera circolazione delle informazioni.

Nell'ambito delle sue missioni, il CICT ha collaborato con l'UNESCO sui seguenti progetti:
- Esperti UNESCO per le Città Creative del Cinema [3] ,
- partecipazione allo sviluppo del piano a medio termine, ai programmi e al bilancio dell’UNESCO,
- stretta collaborazione con i Settori UNESCO,
- realizzazione di studi su richiesta e collaborazione nell'attuazione di progetti UNESCO, ecc.

Inoltre, il CICT organizza festival, assegna il "Premio CICT" sviluppa nei grandi eventi internazionali laboratori (ad esempio per la formazione di disabili e giovani alle tecniche audiovisive), programmi di educazione ai media, cultura della pace nonché conferenze, dibattiti e forum.

## Ufficio CICT e Comitato Esecutivo

### Presidente
Pierpaolo Saporito è stato scelto come presidente ad interim dopo la morte dell'ex presidente della CICT-ICFT Inoussa Ousseini, fondatrice dell'Associazione dei cineasti africani e ambasciatrice del Niger presso l'UNESCO. Pierpaolo Saporito è anche presidente di OCCAM, Osservatorio sulla comunicazione digitale

### Vice-presidente
- Serge Michel: Vicepresidente dell'Unione Internazionale del Cinema (UNICA)

### Membri esecutivi
- Agnès Ravoyard (France); SIGNIS - World Catholic Association for Communication
- Isabelle Danel (France); FIPRESCI - International Federation of Film Critics

### Direttore generale
- Georges Dupont, ORTF-TDF-INA-UNESCO

### Tesoriere ad interim
- Georges Dupont, ORTF-TDF-INA-UNESCO

### Membri
- Conferenza Permanente dell'Audiovisivo Mediterraneo (COPEAM)
- CICAE, Confederazione Internazionale del cinema d'essai
- Federazione Internazionale della Stampa Cinematografica (FIPRESCI)
- Osservatorio della comunicazione culturale e audiovisiva nel Mediterraneo (OCCAM)
- Associazione Cattolica Mondiale per la Comunicazione (SIGNIS)[6]
- Unione Internazionale del Cinema (UNICA)
- EUROVISIONI, Festival Internazionale di Cinema e Televisione
- FICA, International Film Festival of Algiers (Algeria)
- PCI, Platform for Creativity & Innovation
- UNAFF, United Nations Association Film Festival (USA)
- IMC Instructional Media Centre - MANUU (A Central University) (India)
- 24 Frames Entertainment (India)